# Somformule van Gauss
De somformule van Gauss is een formule om de som van de eerste {\displaystyle n} opeenvolgende natuurlijke getallen te bepalen
{\displaystyle 1+2+3+4+\ldots +n=\sum _{k=1}^{n}k={\frac {n(n+1)}{2}}}.
De formule geeft voor de sommatie van de getallen 1 tot en met {\displaystyle n} een eenvoudiger uitdrukking dan optellen {\displaystyle n-1} keer te herhalen. De achtereenvolgende uitkomsten van de somformule, voor opeenvolgende {\displaystyle n,} vormen een rij, en wel een rekenkundige rij. De sommen 1, 3, 6, 10 enzovoort heten driehoeksgetallen.

## Naam
De somformule is al heel lang bekend, maar is op basis van een anekdote naar de beroemde Duitse wiskundige Carl Friedrich Gauss genoemd. Diens leraar op de basisschool, J.G. Büttner, zou zijn leerlingen een tijdje bezig willen hebben houden door hen de gehele getallen van 1 tot en met 100 te laten optellen. De jonge Gauss zou het juiste antwoord echter binnen een paar seconden hebben gegeven, dit tot verbazing van zijn leraar en diens assistent Martin Bartels. Gauss  besefte, ervan uitgaand dat de op te tellen gehele getallen van 1 tot en met 100 liepen, dat paarsgewijze optelling van "tegenoverliggende" getallen identieke tussenresultaten oplevert: 1 + 100 = 101, 2 + 99 = 101, 3 + 98 = 101 enzovoort, de totale som bedraagt dan 50 × 101 = 5050. Het verhaal is waarschijnlijk apocrief.

## Somformule
De som van de gehele getallen 1 tot en met {\displaystyle n} is het onderwerp van de identiteit:
{\displaystyle S=1+2+3+\ldots +(n-1)+n=\sum _{i=1}^{n}i={\tfrac {1}{2}}n(n+1)}
De methode die Gauss voor het bewijs van deze formule gebruikte is als volgt:
{\displaystyle {\begin{array}{r*{10}{c}}S&=&1&+&2&+&\ldots &+&n-1&+&n\\S&=&n&+&n-1&+&\ldots &+&2&+&1\\&{\mbox{dus}}&{\mbox{optellen}}&{\mbox{geeft}}\\2S&=&n+1&+&n+1&+&\ldots &+&n+1&+&n+1\\\end{array}}}
Dit leidt tot 
{\displaystyle 2S=n(n+1)},
waaruit de formule volgt.
De somformule van Gauss kan ook worden bewezen met behulp van volledige inductie. 

## Voetnoten
1. ↑  (en) American Scientist, Gauss's Day of Reckoning. voor een discussie van de originele "Wolfgang Sartorius von Waltershausen"-bron